# Chó Klee Kai Alaska
Alaskan Klee Kai là một giống chó thuộc nhóm chó Spitz có nguồn gốc từ Hoa Kỳ và được nuôi làm chó cảnh. Tên Klee Kai bắt nguồn từ ngôn ngữ Eskimo và có nghĩa là chó nhỏ. Dòng chó này được phát triển vào những năm 1970 tại Wasilla, Alaska thông qua việc lai tạo giữa những con chó Siberian Husky.

## Tổng quan
Cùng với, Siberian Husky chúng thuộc dòng chó kéo xe tuyết. Alaskan có bộ dạng rất giống dòng sói. Đặc biệt với kiểu hình hỏa tiễn nhưng không hung dữ, mà lại khá thân thiện với người lạ. Tới mùa rụng lông thì chủ nhân lại phải lau dọn, vệ sinh nhà cửa thường xuyên. Còn Alaskan lúc nào đuôi cũng cuộn tròn trên lưng. Alaskan thuần chủng chỉ được chấp nhận khi mắt màu nâu. Đây là một trong những giống chó thông minh, vui nhộn
Alaskan Klee Kai được hình thành nhờ chương trình lai tạo của Linda S. Spurlin. Vào khoảng giữa những năm 70 khi đi thăm vùng Oklahoma tình cơ bà ta thấy một chú chó nhỏ con và một chú chó kéo xe trượt tuyết Alaska đang giao phối. Chú chó Husky nhỏ này có mặt khắp nơi làm cho bà ta ngạc nhiên và do đó bà nảy sinh ý tưởng tiến hành một chương trình lai giống.
Nữ ca sĩ Miley Cyrus khi nổi loạn cũng xăm hình cún cưng tên là Floyd lên người để tưởng nhớ chú chó thuộc giống Alaskan Klee Kai. Floyd qua đời hồi tháng 4 sau khi bị một con sói đồng cỏ tấn công, cô đã xăm hình lên người ở gần bộ phận nhạy cảm là bộ ngực của mình.